# Cratilo
Cratilo (in greco Κρατύλος) (Atene, ... – ...; fl. V secolo a.C.) è stato un filosofo greco antico.

## Vita e pensiero
Visse nella seconda metà del V secolo a.C. . Le notizie  sulla sua vita e sul suo pensiero ispirato ad Eraclito ci vengono da Aristotele  e dal dialogo platonico Cratilo. 
Non vi è ancora consenso, nell'ambito della moderna tradizione biografica, sulla data di nascita approssimata del filosofo in quanto si sostiene che egli avesse un'età paragonabile all'incirca a quella di Platone o di Socrate.
Cratilo estremizzava il concetto eracliteo di flusso (panta rei) e di divenire, affermando che non solo non ci si può immergere due volte nello stesso fiume, ma neanche una singola volta, poiché l'acqua che bagna la punta del piede non sarà quella che bagna il tallone. 
Egli riteneva inoltre impossibile persino dare un nome alle cose, in quanto, essendo esse in costante divenire, nel momento in cui le si nominava già quelle erano diverse da prima. Essendo quindi il linguaggio tardivo rispetto al reale Cratilo si limitava perciò, come dice Aristotele, a «far cenno col dito», ad indicare le cose con un dito. 
Di fronte a questo incessante divenire della realtà diventa impossibile conoscerla veramente tanto che, secondo quanto suggerisce Aristotele, proprio per questo Platone, che prima di incontrare Socrate condivideva questa visione di Cratilo, immaginò la suprema, immutabile realtà del mondo delle idee contrapposta a quella del divenire sensibile.
Si apre poi con Cratilo una questione, di cui abbiamo notizia nel Cratilo platonico, relativa alla esattezza (ὀρϑότης) del linguaggio concepito come impossibile da generare errore in quanto esso, per sua stessa natura (ϕύσει) e non per convenzione (ϑέσει) (come invece sosteneva Ermogene, l'altro interlocutore del dialogo) esprimeva la realtà. L'essenza stessa dell'oggetto, ricavabile tramite l'etimologia, impone a noi il nome da dargli. 
Il nominare le cose quindi permette di coglierne, senza rischio di errore, la loro vera essenza: questa tesi esposta nel Cratilo platonico è in aperta contraddizione con la concezione dello stesso Cratilo, riportata da Aristotele, per il quale la realtà scorre così rapidamente e incessantemente per cui è impossibile conoscerla e tanto meno nominarla.